# Carry On... Up the Khyber
Série Carry On
Follow that Camel Carry On Again Doctor
Pour plus de détails, voir Fiche technique et Distribution.
Carry On... Up the Khyber (Carry On... Up the Khyber or The British Position in India) est un film britannique réalisé par Gerald Thomas, sorti en 1968.
C'est le 16ème film de la série Carry On.

## Synopsis
L’histoire se passe dans les Indes britanniques en 1895. Sir Sidney Ruff-Diamond est à la recherche de l’avant-poste britannique près de la Passe de Khyber. Protégé par le 3e Régiment Fièvre Aphteuse (le 3rd Foot and Mouth Regiment) en kilt, on pourrait penser que lui et ses hommes sont en sécurité. Mais le Khazi de Kalabar est d’un autre avis. Il veut que tous les Britanniques y passent ! Ses troupes, cependant, craignent les « diables en jupe », car il paraît qu’ils ne portent rien en dessous…

## Fiche technique
- Titre : Carry On... Up the Khyber
- Titre original : Carry On... Up the Khyber or The British Position in India
- Réalisation : Gerald Thomas
- Scénario : Talbot Rothwell et Larry (non crédité)
- Images : Ernest Steward
- Musique : Eric Rogers
- Production : Peter Rogers, pour Peter Rogers Productions et The Rank Organisation
- Montage : Alfred Roome
- Décors : Alex Vetchinsky
- Costumes : Emma Selby-Walker
- Studio : Pinewood Studios
- Pays d'origine : Royaume-Uni
- Langue : anglais
- Format : Couleur (Eastmancolor) - 1,66:1 -  Mono
- Genre : Comédie
- Durée : 88 minutes
- Date de sortie :
  - 28 novembre 1968  Royaume-Uni (Londres)
  - 15 juillet 1995  Allemagne (première télévisée)

## Distribution
- Sid James : Sir Sidney Ruff-Diamond
- Kenneth Williams : le Khasi de Kalabar
- Charles Hawtrey : le soldat James Widdle
- Roy Castle : le capitaine Keene
- Joan Sims : Lady Ruff-Diamond
- Bernard Bresslaw : Bungdit Din
- Peter Butterworth : frère Belcher ("qui rote")
- Terry Scott : le sergent major Macnutt
- Angela Douglas : la princesse Jelhi
- Cardew Robinson : le fakir
- Julian Holloway : le major Shorthouse
- Peter Gilmore : Ginger Hale

## Récompenses
- Film classé en 99e position dans la Liste[1] dressée par le British Film Institute des 100 meilleurs films britanniques.